# منخفض آيسلندا

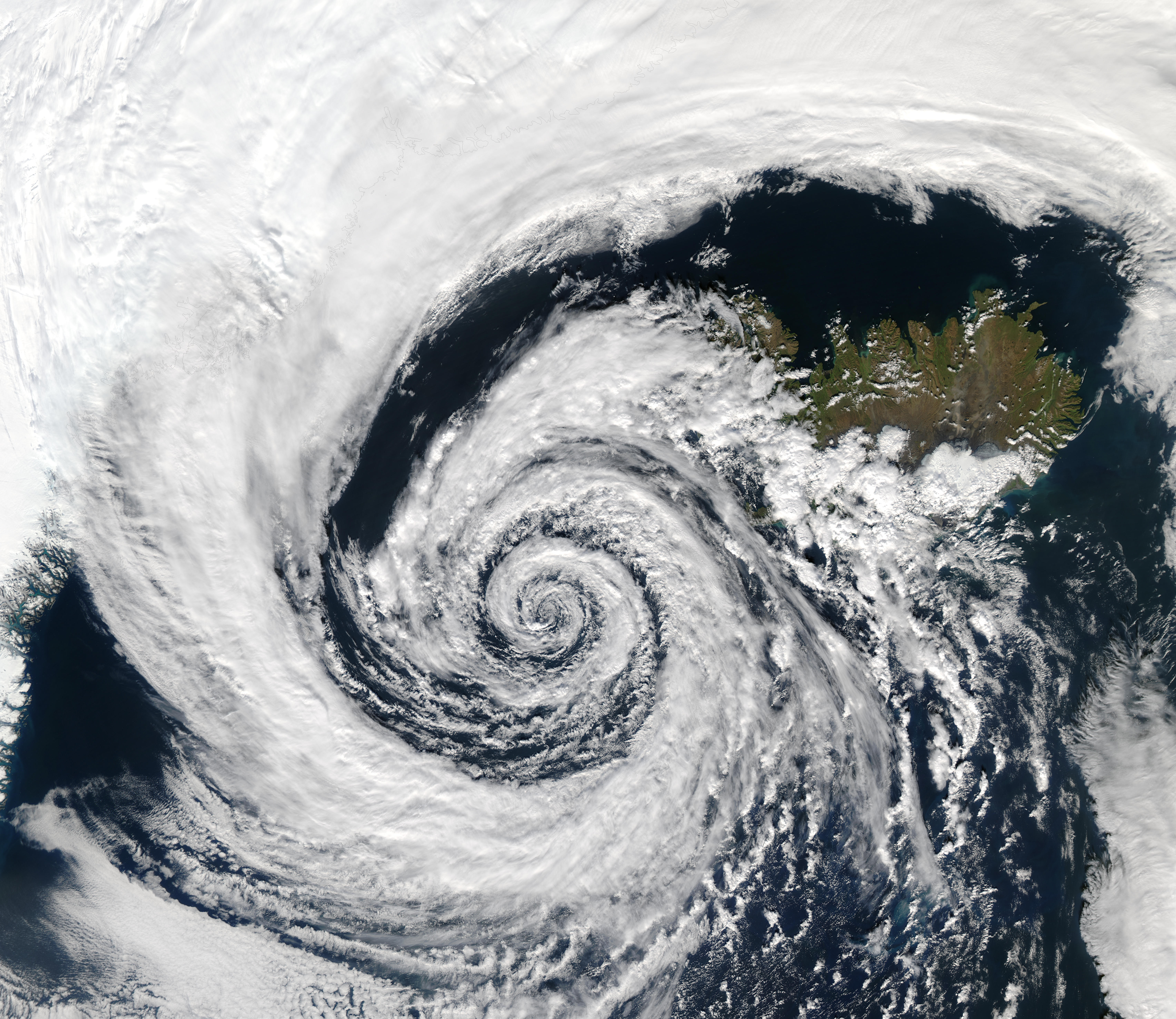
إعصار آيسلندي في 4 سبتمبر 2003.

منخفض آيسلندا هو منخفض ضغط جوي شبه دائم يتمركز على شمال المحيط الأطلسي بين آيسلندا و جرينلاند و بين خطي العرض 60° و 65° ش. و يعتبر هذا المنخفض دون المداري واحد من مراكز الضغط الجوي الأساسية لنصف الكرة الأرضية الشمالي. و تظهر الخرائط اليومية للرصدات الجوية على النصف الشمالي للكرة الأرضية عددا من منخفضات ومرتفعات الضغط الجوي مرتبطة بالتقلبات الجوية على طول الجبهة القطبية الفاصلة بين الكتل الهوائية الباردة و الكتل الهوائية الدافئة. و للاحتفاظ على الخرائط بالخصائص شبه الدائمة فقط لهذه التقلبات الجوية المتنقلة يتم إنشاء خرائط المتوسطات. و بالتالي فإن متوسط المنخفض الآيسلندي هو نتيجة لتردد عدد من المنخفضات المتنقلة بالتناوب مع فترات قصيرة من الطقس المستقر. و يسجل مركز المنخفض الآيسلندي متوسط ضغط جوي عند مستوى سطح البحر من أجل شهر يناير يساوي 996 هيكتوباسكال ما يعادل 17 هيكتوباسكال تحت معدل الضغط الجوي عند مستوى سطح البحر (1013 هيكتوباسكال). في حين يسجل مركز منخفض ألوشيان متوسط ضغط جوي عند مستوى سطح البحر من أجل شهر يناير يساوي 1002 هيكتوباسكال أي أنه يفوق المنخفض الآيسلندي بـ 6 هيكتوباسكال. رغم إن منخفض ألوشيان ومنخفض آيسلندا يعتبران دون مداريين، فإن هذا الأخير يتمركز نحو القطب أكثر نازعا إلى الامتداد على طول حافة تيار الخليج المتجه نحو القطب. في حين أن منخفض ألوشيان ينزح شيئا ما في اتجاه خط الاستواء بسبب حصر جزر ألوشيان للمياه الدافئة للمحيط الأطلسي في بحر برينغ. و يتسع المنخفض الآيسلندي خلال فصل الشتاء حينما يكون البحر أدفئ نسبيا من اليابسة. بينما يتقلص حجمه كثيرا خلال فصل الصيف عندما تصبح اليابسة أكثر دفئا والبحر أكثر برودة. 
خلال فترات شدة الدورة الجوية يلتحم منخفض آيسلندا ومنخفض ألوشيان ليغطيا مناطق شاسعة. 
و يشكل منخفض آيسلندا إلى جانب مرتفع الآصور عنصرا أساسيا في ظاهرة تذبذب شمال المحيط الأطلسي الذي يؤثر على طقس ومناخ أوروبا وغرب شمال أفريقا. كما يمكن ربط التغير الحديث لحركة الجليد البحري للقطب الشمالي بقوة المنخفض الآيسلندي حيث إن هذا الأخير يؤثر في توزيع الضغط الجوي عند مستوى سطح البحر فوق جزء كبير من المحيط المتجمد الشمالي و المياه المجاورة له.

## المصدر
- موسوعة مناخ العالم – جون أُ. أوليـفِر.
- معجم المصطلحات العلمية والفنية المستعملة في الأرصاد الجوية (إنجليزي-عربي)– محمد فتحي طه.